# Cantone di Chaillé-les-Marais
Il Cantone di Chaillé-les-Marais era una divisione amministrativa dell'arrondissement di Fontenay-le-Comte.
È stato soppresso a seguito della riforma complessiva dei cantoni del 2014, che è entrata in vigore con le elezioni dipartimentali del 2015.
Comprendeva i comuni di:
- Chaillé-les-Marais
- Champagné-les-Marais
- Le Gué-de-Velluire
- L'Île-d'Elle
- Moreilles
- Puyravault
- Sainte-Radégonde-des-Noyers
- La Taillée
- Vouillé-les-Marais